# Ортињано
Ортињано је насеље у Италији у округу Арецо, региону Тоскана.
Према процени из 2011. у насељу је живело 155 становника. Насеље се налази на надморској висини од 410 м.